# جیووانی دی ورولی
جیووانی دی ورولی (انگلیسی: Giovanni Di Veroli; ۱۱ اوت ۱۹۳۲ – ۱ ژوئن ۲۰۱۸) بازیکن فوتبال اهل ایتالیا بود.
از باشگاه‌هایی که در آن بازی کرده‌است می‌توان به باشگاه ورزشی لاتزیو اشاره کرد.